# Військова тактика
Та́ктика військова (дав.-гр. taktiká — мистецтво шикування військ, від дав.-гр. tásso — шикую війська) — наймасовіша галузь та найстаріша складова (як і стратегія) воєнного мистецтва, що охоплює теорію і практику підготування та ведення бою підрозділами, частинами, з'єднаннями.

## Загальні положення
Теорія тактики досліджує закономірності, характер і зміст бою, розробляє способи його підготовки і ведення. Вона розробляє теоретично-фундаментальні положення основ, підготування та ведення бою, тактичні вимоги організації, озброєння і військової техніки з'єднань, частин і підрозділів та обладнання простору, в межах якого ведеться бій.
Практика тактики охоплює діяльність командирів, штабів і військ (сил) із підготування і ведення бою.
Тактика підпорядковується оперативному мистецтву і стратегії. Вона обслуговує їх та відпрацьовує такі способи дій, які відповідали б характеру сучасних операцій, забезпечували ефективне використання нових засобів боротьби і успішне виконання завдань, поставлених оперативним мистецтвом і стратегією.
Існує зворотний зв'язок та взаємна залежність між стратегією, оперативним мистецтвом і тактикою. Під впливом розвитку озброєння та військової техніки, удосконалення організаційно-штатної структури військ, змін у способах застосування підрозділів, частин та з'єднань на полі бою та рівню вишколу особового складу, тактика сама примушує вносити зміни в оперативне мистецтво та стратегію.
Теорія і практика підготовки і ведення бою ґрунтується на:
- принципах ведення бою;
- розвитку озброєння і техніки;
- досвіді застосування з'єднань, частин і підрозділів в ході ведення бойових дій і тактичних навчань;
- завданнях оперативного мистецтва.

Структурно тактика складається із загальної тактики, тактики родів військ і спеціальних військ.
На зміни в принципових положеннях тактики впливають соціальні й технічні процеси, що відбуваються на конкретному етапі розвитку суспільства, загалом, і зокрема конкретної держави, а також вимоги, що випливають із концептуальних основ воєнної доктрини, підготування і ведення військових операцій об'єднань (армійських корпусів, авіаційних корпусів та оперативних об'єднань ВМС), бойових статутів, всебічного аналізу бойового досвіду, керівних документів, які регламентують питання підготування та ведення боїв та інших документів.

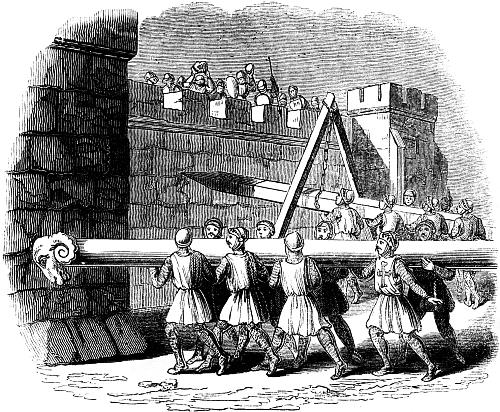
Облога міста

Тактика розвивається під впливом появи досконалішої й новішої зброї та військової техніки, і залежить від:
- стану теорії та практики підготування й ведення бою;
- стану готовності з'єднань, частин і підрозділів та їхніх управлінь;
- необхідної кількості та якості сучасної зброї;
- обладнання простору ведення бойових дій;
- наявності та готовності захисних і пересувних пунктів управління з'єднань, частин і підрозділів;
- відповідності організаційно-штатної структури з'єднань озброєнню, формам і способам ведення бою та підготуванню особового складу;
- поглядів військових фахівців на підготування і ведення бою;
- досвіду й уроків операцій об'єднань та бойового підготування.

Розвиток військової тактики пов'язаний із розвитком суспільства і поділяються на
- тактику рабовласницького ладу,
- тактику епохи феодалізму
- тактику епохи капіталізму та
- тактику сучасної епохи.

Головним фактором, що впливав на розвиток тактики, була поява нової і удосконаленішої зброї та військової техніки.

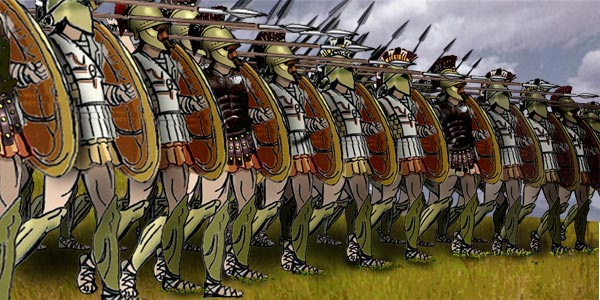
Грецька фаланга

Зокрема зміни в тактиці та її розвиток пов'язані з досягнутим рівнем виробництва, який безпосередньо впливав на винаходи нових зразків зброї і бойової техніки, ступенем загального розвитку і станом морального духу військ, їхньої навченності, розвитком стратегії і оперативного мистецтва, організацією військ. Безпосередній вплив на тактику і способи бойових дій роблять люди і військова техніка. Саме тактика  — частина військового мистецтва, що зазнає найбільших змін. На тактику впливають також стан і підготованість збройних сил противника, способи їхніх дій та інші чинники.
Нові тактичні прийоми, засновані на можливостях досконалішої військової техніки, знаходяться в постійній боротьбі зі старими способами ведення бою, які перестали або перестають відповідати умовам, що склалися, але зміцнилися в теорії і практиці.

## Історія розвитку тактики

### Тактика епохи рабовласницького ладу
Розвиток тактики йшов від простих способів дій військ на полі бою до складніших. Вже полководці старовини в ході підготування і ведення війн виробляли й удосконалювали прийоми ведення бою. На ранньому рівні розвитку рабовласницького суспільства бій зводився до прямолінійного руху і рукопашної сутички воїнів, озброєних холодною зброєю. Якісне поліпшення зброї, організації військ і навченість воїнів привело до появи досконаліших бойових порядків і відповідної зміни тактики. У давньогрецькій армії виникла фаланга — щільна і глибока (8—12 і більше шеренг) структура важкої піхоти, яка завдавала сильного первинного удару, але була неповоротка і не здатна до маневру на полі бою. Грецький полководець Епамінонд у битві при Левктрах (371 до н. е.) поклав початок застосуванню головного тактичного принципу нерівномірного розподілу військ по фронту в цілях зосередження сил для завдання головного удару на вирішальному напрямку.
Подальший розвиток цей принцип отримав в армії Александра Македонського (IV ст. до н. е.), який уміло створював перевагу в силах для завдання головного удару, комбіновано використовуючи важку і легку кінноту і піхоту. Полководець Ганнібал в битві при Каннах (216 до н. е.) вперше завдав головного удару не на одному фланзі, як Епамінонд і Александр Македонський, а на двох, досягнувши оточення і майже повного знищення більшої за чисельністю римської армії.

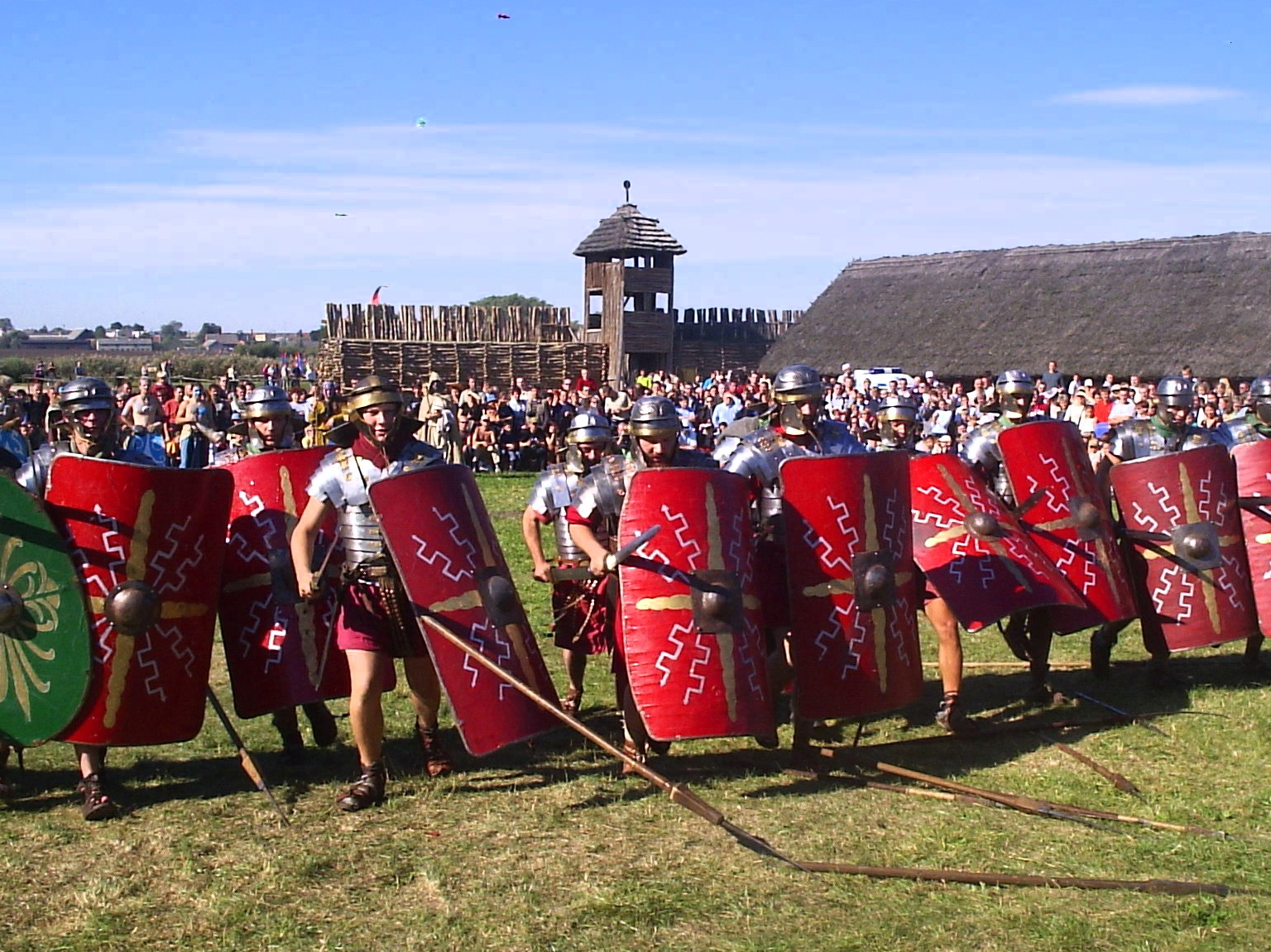
Римська піхота (сучасна реконструкція)

Найвищого розвитку при рабовласницькому ладі тактика досягла в армії Давнього Риму. Вже наприкінці IV ст. до н. е. римська армія перейшла від тактики малорухливої фаланги до маневренішої тактики маніпул. Легіон в бою розчленовувався по фронту і в глибину на 30 тактичних одиниць — маніпул (не враховуючи легкоозброєних воїнів), які могли маневрувати і взаємодіяти між собою. У кінці II — на початку I ст. до н. е. маніпулярна тактика була замінена когортною.
Когорта, що складалася з 3 маніпул, стала сильнішою тактичною одиницею, хоча дещо менш маневреною, ніж маніпула. Значну роль у польовій битві стали грати полегшені метальні машини (балісти і катапульти). Подальше удосконалення когортна тактика набула за Гая Юлія Цезаря, який майстерно застосовував різні види маневру і шикування бойових порядків.
Римський військовий теоретик Вегецій (кінець IV ст.) узагальнив досвід римської армії і розробив всілякі бойові порядки і різні способи ведення бою.

### Тактика епохи феодального ладу
В епоху феодалізму аж до завершення перевороту у військовій справі (XVI ст.), викликаного розвитком вогнепальної зброї, теорія і практика тактики розвивалися повільно. У період формування і перемоги капіталістичного ладу розвинулася лінійна тактика, пов'язана з оснащенням армій вогнепальною зброєю, зокрема артилерією, і підвищенням ролі вогню в бою, а також із комплектуванням армій найманими солдатами, не здібними до самостійних ініціативних дій.
За цією тактичною схемою війська розташовувалися для ведення бою в лінії; результат битви вирішувався фронтальним зіткненням і потужністю рушничного й артилерійського вогню. Лінійну тактику характеризували шаблонність і повільність дій військ.
Глибокі зміни в тактиці сталися під час Великої французької революції і національно-визвольних воєн кінця XVIII — початку XIX століть, які привели до створення в країнах Західної Європи масових армій на основі загальної військової повинності й удосконалення озброєння. До кінця XVIII ст. лінійна тактика вичерпала свої можливості; французькі, російські, німецькі й інші армії перейшли до нової тактики, заснованої на поєднанні колон і розсипних строїв. Ця тактика характеризувалася активністю, рішучістю дій і маневреністю військ, ініціативою начальників, взаємодією родів військ, розчленовуванням бойових порядків по фронту і в глибину. Війська в розсипному строю передували бою нанесенням противникові вогневого ураження, а війська, побудовані в батальйонні колони, завдавали вирішального удару. У вдосконалення нових способів ведення військових дій в кінці XVIII — початку XIX ст. великий внесок зробили Наполеон I, що масово використовував артилерію і кінноту, Суворов О. В. та Кутузов М. І., тактика військ яких характеризувалася рішучим наступом і наполегливою обороною, широким застосуванням маневру військами, завданням одночасних і послідовних ударів, невідступним переслідуванням ворога.

### Тактика епохи капіталізму
Подальший розвиток тактики пов'язаний із впровадженням у війська з 2-й половині XIX ст. нарізної зброї, що володіла в порівнянні з гладкоствольною більшою далекобійністю, скорострільністю і влучністю. Досвід бойових дій показав, що застосування колон на полі бою стало неможливим, оскільки вони несли великі втрати від прицільного артилерійсько-стрілецького вогню ще на етапі зближення з противником. Тому, в ході Кримської (1853—1856), франко-пруської (1870—1871), російсько-турецької (1877—1878) воєн здебільшого завершився перехід до стрілецьких ланцюжків. У наступі піхота стала застосовувати перебігання, переповзання і самоокопування, поєднувати вогонь, маневр і удар. В обороні, з метою підвищення її стійкості, стали широко застосовувати інженерне обладнання місцевості, отримала значний розвиток польова і довготривала оборона, особливо під час Російсько-японської війни 1904—1905 років.
У Першій світовій війні 1914—1918 рр. насичення армій швидкострільною артилерією, автоматичною зброєю, поява нових засобів боротьби (танки, авіація тощо) і різке збільшення чисельності армій створили передумови для подальшого розвитку тактики. Створення оборонних позицій, ешелонованих углиб, широке застосування траншей, ходів сполучення, інженерних загороджень і застосування різних видів зброї робили оборону усе міцнішою в порівнянні з силами і засобами сторони, що наступає, що зумовило перехід до позиційних форм збройної боротьби.

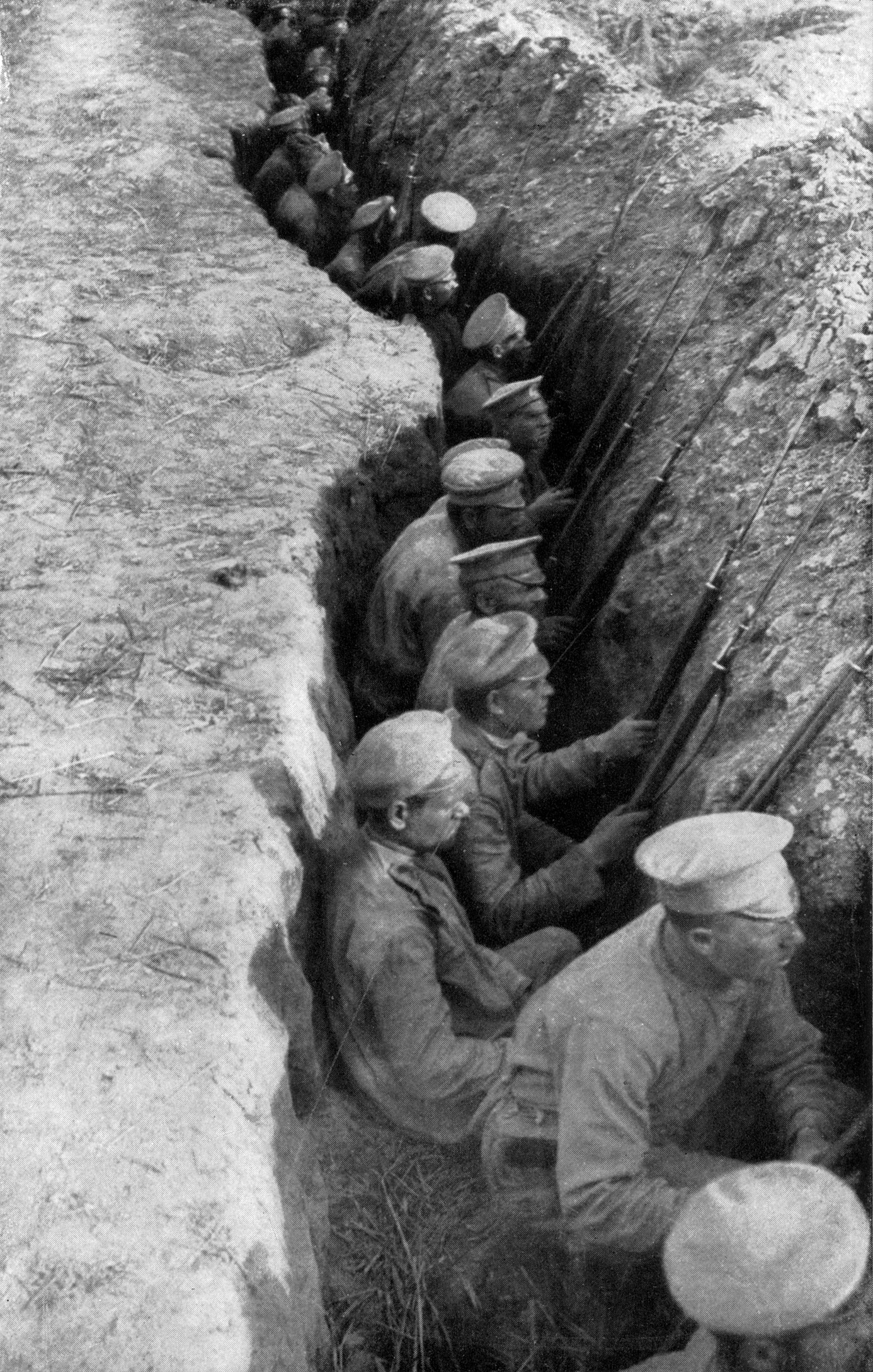
Солдати Російської імператорської армії в траншеї перед атакою. Перша світова війна.

Починаючи з 1915, головною проблемою тактики стає прорив позиційного фронту. З цією метою стали створювати декілька ешелонів стрілецьких лав  — «хвиль», що слідували одна за одною на дистанції 50—75 м з інтервалами між бійцями 1 м, але при цьому війська, несучи великі втрати, все ж не могли прорвати ворожу оборону. Сторона, що наступала, намагалася руйнувати оборонні споруди противника і прокладати дорогу піхоті масованим вогнем артилерії.
З цією метою застосовувалася багатоденна артпідготовка, але й вона не забезпечувала придушення вогневих точок на всю глибину оборони противника. В 1918 році воюючі сторони остаточно відмовилися від застосування «хвиль» і ланцюжків і перейшли до групової тактики або тактики штурмових груп, такої, що була розчленовуванням стрілецьких ланцюжків на дрібні піхотні групи (відділення, взводи), посилені легкими кулеметами, рушничними гранатометами і вогнеметами, що дозволяло краще використовувати можливості піхоти.
Поява в 1916 танків і артилерії супроводу підсилила вогневу й ударну потужність військ, що наступають, і дозволила досягти значних успіхів у здійсненні тактичного прориву ешелонованої оборони противника. Наступ вели методично за принципами: артилерія руйнує, піхота займає. Піхота наступала на вузьких ділянках прориву: дивізія — близько 2 км, полк — 1000—1200 м, батальйон — 400—600 м. До кінця війни бій став загальновійськовим, оскільки в нім тактичні завдання вирішувалися спільними зусиллями піхоти, артилерії, танкових військ, інженерних військ — сформувалася тактика сухопутних військ.
Надалі тактика сухопутних військ розвивалася під час Громадянської війни в Росії 1918—1920 років, Українсько-польської війни 1918—1919 років, Греко-турецької війни 1919—1922 років тощо.

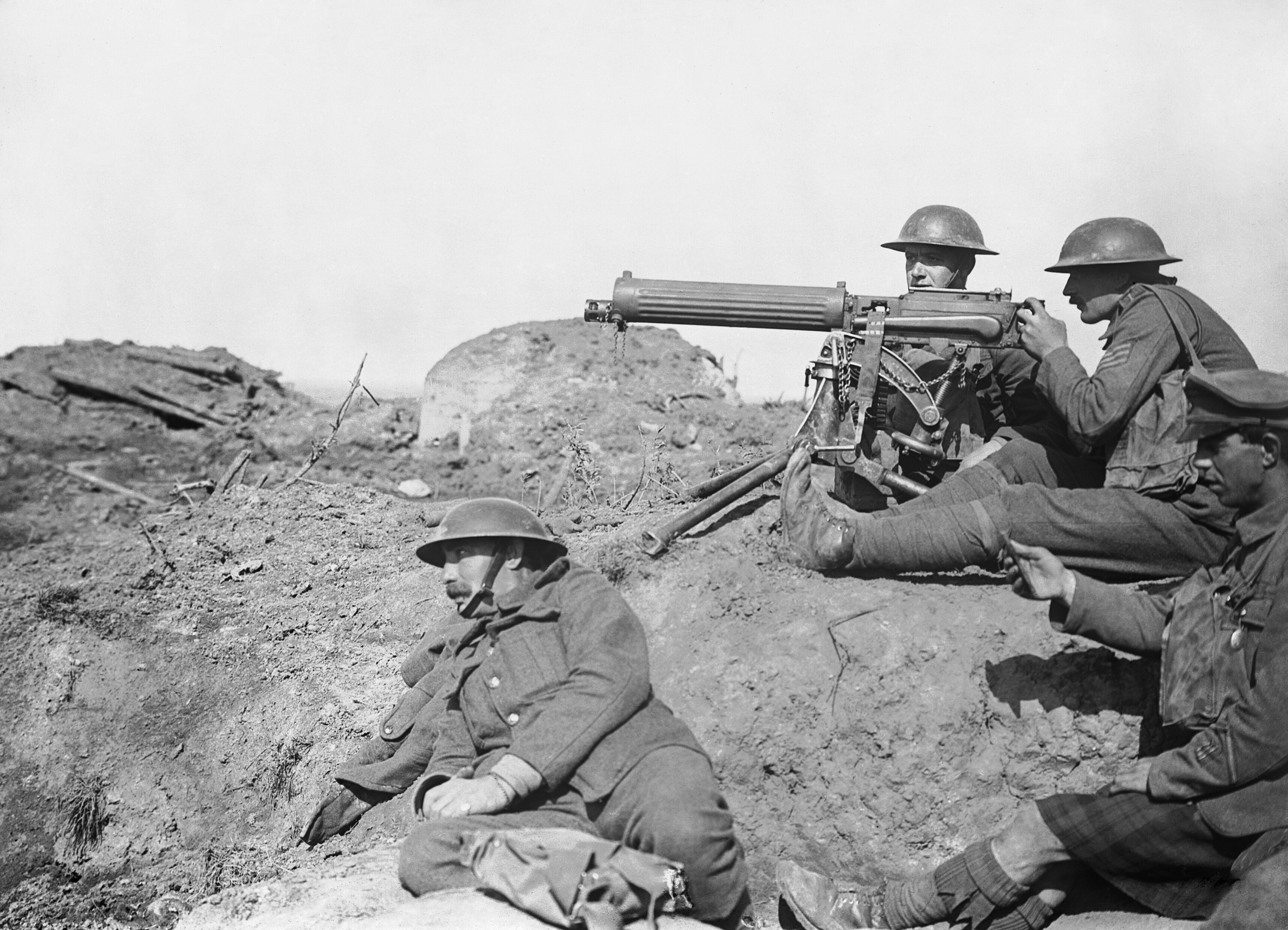
Британська кулеметна обслуга. Битва під час Першої світової війни. 1917.

Величезні простори, велика протяжність фронтів і відносно невелика щільність насичення їх військами зумовили необхідність застосування широкого маневру силами і засобами. Слабка оснащеність частин і з'єднань бойовою технікою заповнювалася швидкою зміною обстановки, активністю, ініціативою командирів і бійців, рішучим характером тактичних дій. Головними родами військ стали піхота і кіннота. Артилерія використовувалася, як правило, децентралізовано, широко застосовувалися бронепоїзди. Авіація головним чином вела розвідку. Основу тактики наступального бою складали удари по найслабших місцях — флангах і тилу противника, обхід і охоплення його угрупувань. Наступ вівся по окремих напрямах при відносно низькій тактичній щільності. Бойові порядки частин і з'єднань зазвичай будувалися в один ешелон, з виділенням резерву; стрілецькі роти атакували противника лавами. Кавалерія, застосовуючи атаку в кінному строю і широко використовуючи кулеметні тачанки, вела високоманеврені бої і була основним засобом розвитку наступу. Оборона створювалася осередками на загрозливих напрямах, велике значення надавали контратакам.

### Тактика збройних сил ХХ століття
У період між 1-ю (1914—1918) і 2-ю (1939—1945) світовими війнами розвиток тактики у всіх арміях світу відбувався на основі моторизації та широкого впровадження у війська бойової техніки — нових систем артилерії, нових типів танків, автоматичної зброї та інших засобів збройної боротьби.
У середині 30-х рр. у Червоній Армії була розроблена теорія глибокого наступального бою, що була складовою частиною теорії глибокої операції.
Суть теорії глибокого бою полягала в завданні вражання противника вогнем артилерії й ударами авіації на всю тактичну глибину, у прориві його оборони потужним ешелоном прориву, що складався зі стрілецьких військ, танків безпосередньої підтримки, у розвитку успіху кавалерією, танками далекої дії, стрілецькими з'єднаннями у взаємодії з повітрянодесантними військами. Бій розглядався як загальновійськовий при вирішальній ролі піхоти і танків.
Теорія глибокого бою отримала визнання в більшості армій і успішно застосовувалася збройними силами у війнах середини XX століття.
Прийоми ведення загальновійськового бою знайшли відображення в статутах багатьох армій. До основних принципів тактики відносилося:
- глибоке ешелонування бойових порядків,
- масоване вогневе придушення оборони противника,
- спільна атака піхоти з танками,
- артилерійський супровід їхньої атаки,
- розвиток прориву танковими і моторизованими з'єднаннями,
- застосування повітряних десантів,
- створення глибокої протитанкової оборони,
- використання в обороні мінних загород,
- організація протиповітряної оборони тощо.

Всебічний розвиток тактика отримала за часів Другої світової війни. Війна підтвердила правильність раніше розроблених основних положень тактики і зажадала подальшого їхнього вдосконалення. Розвиток оборони відбувався шляхом її поглиблення, зосередження сил і засобів на головних напрямах, створення великих резервів, здатних здійснити маневр найзагрозливішими напрямами. Збільшувалася стійкість військ завдяки створенню протитанкових опорних пунктів, а згодом і протитанкових районів; широкого використання на деяких ділянках фронту набуло обладнання широко розгалуженої системи фортифікаційних споруд, передовсім траншей у ротних опорних пунктах та батальйонних районах оборони.
Поступово війська стали створювати, як мінімум, дві смуги оборони із застосуванням системи траншей. Тактична глибина оборони з 4—6 км збільшилася до 15—20 км. Ширина смуги оборони піхотних з'єднань зменшилася: для корпусу з 40—60 км до 10—35 км, для дивізії з 15—18 км до 6—14 км. Зросла тактична щільність: по стрілецьких батальйонах до 0,8—1,2, по артилерії до 30—40 гармат і мінометів, по танках до 2—5 одиниць на 1 км фронту.
Вдосконалювалася і тактика наступу. Якщо на початковому періоді війни в радянських військах у всіх частинах і з'єднаннях, до стрілецьких дивізій включно, для наступу створювався бойовий порядок в один ешелон, а в стрілецьких взводах і ротах практикувався стрілецький ланцюжок, то починаючи з 1943 року радянським військам довелося проривати суцільну глибоко ешелоновану оборону противника. Через це бойові порядки стрілецьких частин і з'єднань знову стали будувати в 2—3 ешелони (бойовий порядок стрілецьких рот — в один ешелон — залишився без зміни). Враховуючи безперервне посилення оборони противника, смуги наступу радянських військ в ході війни звужувалися. Так, наприклад, стрілецькі дивізії наступали в смузі: взимку 1941—1942 рр. — 7—14 км, восени 1942 р. — 4—5 км, влітку 1943 р. — 2—2,5 км, в 1944—1945 рр. — 1,5—2 км. Подальше зростання кількості зброї та бойової техніки дозволяло збільшити тактичну щільність, яка в третьому періоді війни становила на 1 км ділянки прориву: по піхоті 6—8 стрілецьких батальйонів, по артилерії 150—250 гармат і мінометів, по танках — 20—30 одиниць. Усе це давало можливість добитися на головних напрямах вирішальної переваги в силах і засобах.
Став проводитися артилерійський наступ. Просування піхоти і танків, що наступали, забезпечувалося діями інженерних військ при повній підтримці з повітря штурмовою та винищувальною авіацією.
Розроблені основні теоретичні положення і практичні рекомендації тактики успішно застосовувалися радянськими військами при прориві оборони противника і розвитку наступу у високих темпах, особливо в ході Білоруської операції 1944 р., Яссько-Кишинівської операції 1944 р., Вісло-Одерської операції 1945 р., Берлінської операції 1945 р. Практика тактичного підготування військ і ведення ними бойових дій в ході війни набувала теоретичного узагальнення в наказах, директивах і вказівках Верховного Головнокомандування і Генштабу, в статутах, настановах та військово-теоретичних працях.
Тактика англо-американських сухопутних військ у Другій світовій війні розвивалася шляхом вироблення найдоцільніших прийомів спільного використання в бою не лише родів сухопутних військ та авіації, а й військово-морського флоту. Великий досвід було набуто в організації масштабних морських і повітряно-десантних операцій за участю сухопутних військ і широкого використання танків-амфібій як засобів підтримки піхоти при боях за плацдарми.
У післявоєнний час впровадження у війська ракетно-ядерної зброї, що володіє величезними можливостями ураження, електроніки, різних видів новітньої звичайної зброї та бойової техніки, повна моторизація і механізація сухопутних військ незмірно збільшили їхні бойові можливості, змінили характер і способи ведення загальновійськового бою.
Засоби боротьби рішуче вплинули на зміну змісту загальновійськового бою. Вважалося, що в разі застосування ядерної зброї головний зміст загальновійськового бою складатимуть ядерні та вогневі удари у поєднанні з маневром і атаками військ. Зокрема, виникне необхідність застосовувати маневр військами та силами з метою використання результатів своїх ядерних і вогневих ударів для завершення розгрому противника або виведення військ з-під його ударів.
Висока приголомшлива потужність ядерної зброї, велика далекобійність і точність влучення в ціль викликали необхідність роззосередження військ по фронту і в глибину, збільшення ширини смуг дій з'єднань і частин, зосередження сил і засобів на головному напрямку, перш за все шляхом маскування ядерної і звичайної зброї.
Масове надходження на озброєння мотострілецьких військ бойових машин піхоти і бронетранспортерів, самохідної артилерії та іншої бойової техніки дозволила різко збільшити темпи наступу. Мотострілецькі підрозділи отримали можливість вести атаку без спішування спільно з танками. Унаслідок насичення військ вертольотами, широкого застосування тактичних повітряних десантів, авіації, а також здійснення маневру військами повітрям, загальновійськовий бій набув наземно-повітряного характеру.

## Види тактики

### Тактика сухопутних військ
Тактика сухопутних військ охоплює питання підготування і ведення загальновійськового бою, успіх якого досягається спільними зусиллями всіх родів сухопутних військ і спеціальних військ; визначає роль, місце і завдання кожного роду військ в бою та, виходячи з їхніх бойових властивостей і можливостей, встановлює порядок і способи їхнього бойового застосування.
Сучасна тактика наступу сухопутних військ полягає в надійному вогневому придушенні оборони противника на всю її глибину, переході в наступ з'єднань і частин, як правило, з ходу з районів, значно віддалених від переднього краю оборони противника; у здійсненні стрімких атак механізованих і танкових військ; швидкому прориві тактичної оборони противника і розвитку наступу в її глибині.
Велике насичення військ броньованою технікою і засобами механізації інженерних робіт істотно змінили тактику ведення оборонного бою сухопутних військ. Насиченість технікою дозволяє з'єднанням і частинам в короткі терміни організовувати глибокоешелоновану оборону, здатну протистояти масованим ударам сучасних засобів противника і меншими силами завдавати йому поразки. Велика роль при веденні бойових дій відводиться пересуванню військ, особливо маршем, а також залізницею, водними шляхами сполучення і повітрям.
Зі створенням нових засобів боротьби з'явилися нові види бойового забезпечення військ при веденні бойових дій: захист від зброї масового ураження, радіоелектронна боротьба тощо. Суттєво зросли вимоги до військ, до виховання особового складу, його виучки, дисципліни, морально-психологічної та фізичної підготовки. При цьому вирішальна роль у бою ще більшою мірою, ніж раніше, належить людині, що досконало володіє зброєю і бойовою технікою, всіма видами ведення бойових дій, що має високі морально-бойові якості.

### Тактика повітряних сил
Тактика повітряних сил  — складова частина військового мистецтва ВПС, що включає теорію і практику підготування і ведення бою авіаційним з'єднанням, частиною, підрозділом, одиночним літаком (вертольотом). Тактика ВПС зародилася на початку 20 століття разом з появою військової авіації. Під час Першої світової війни виокремилися розвідувальна, винищувальна, бомбардувальна авіація, визначилися їхні бойові завдання і набула розвитку тактика кожного роду авіації.
На початок Другої світової війни були розроблені способи і прийоми ведення одиночного і групового повітряного бою, організації та здійснення тактичної і вогневої взаємодії ВПС із сухопутними військами і ВМС, а також між родами авіації. Під час світової війни тактика ВПС набула всебічного розвитку. Була розроблена система наведення винищувачів на повітряні цілі.
Для управління авіацією широко використовувалися радіозасоби; аеродроми і пункти управління були наближені до районів бойових дій. Основою тактики винищувальної авіації став груповий повітряний бій. Найменшою вогневою одиницею була пара бойових літаків, що діяла, як правило, у складі авіаційної ланки. Бій одиночного літака (винищувача) був винятком.
Застосування радіолокації дозволило відмовитися в багатьох випадках від баражування (патрулювання) винищувачів у повітрі, заступивши його способом чергування на аеродромах. Боротьба з поодинокими літаками і дрібними групами літаків противника на його території велася способом «вільного полювання».
Штурмова авіація проводила атаку наземних (морських) цілей з пологого пікірування (під кутом 25—30°) і з бриючого польоту. Основою бойового порядку була пара літаків. Для збільшення тривалості дії на противника групи штурмовиків на полі бою застосовували чисельні атаки заданих цілей.
У тактиці бомбардувальної авіації характерним було застосування зосереджених ударів полковими і дивізійними групами бомбардувальників по великих об'єктах, а в складних метеорологічних умовах і вночі — ешелонованих ударів ескадрильями, ланками і поодинокими літаками. Новим явищем стало бомбардування з пікірування під кутом 50—60° з висот 2—3 тисячі метрів.
У тактиці розвідувальної авіації зросло значення повітряного фотографування. Літаки-розвідники прикривалися винищувачами.
У післявоєнний час переозброєння авіації реактивними літаками, різке збільшення швидкостей, висот польоту, поява потужнішої сучасної авіаційної зброї й техніки зумовили зміну тактики всіх родів авіації й тактики ВПС загалом. Літаки-ракетоносці набули можливості завдавати ударів по наземних і морських цілях, не заходячи в зону ППО об'єкта, що прикривається.
Розвідувальна авіація завдяки великим швидкостям і висотам польоту, наявності високоефективної фотоапаратури радіолокації дістала можливість одиночними літаками проникати у глибокий тил противника і виявляти будь-які, зокрема малорозмірні, об'єкти.
Найважливішим способом тактичних дій винищувачів стає перехоплення повітряних цілей на далеких підступах до об'єктів, що прикриваються, і їхнє знищення до моменту скидання ядерних боєприпасів.

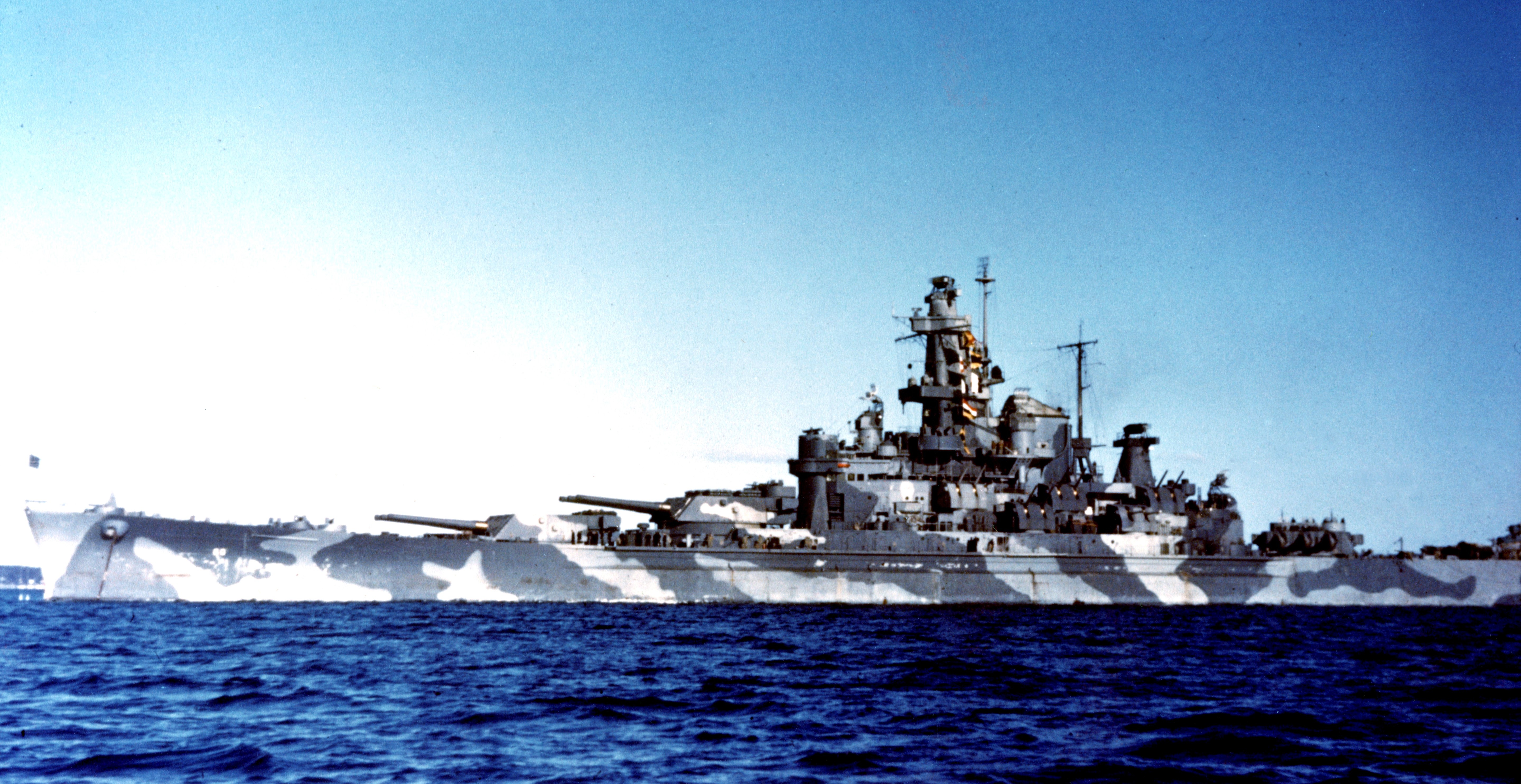
Американський лінійний корабель часів Другої світової війни

### Тактика військово-морських сил
Тактика військово-морських сил — складова частина військово-морського мистецтва, що містить теорію і практику підготування і ведення бою та інших видів бойових дій на морі з'єднаннями, частинами, підрозділами різних сил флоту. Тактика ВМС зародилася в давнину з появою гребного флоту, характерними межами тактики якого були:
- прагнення вести бій у тиху погоду і недалеко від берега,
- застосування зімкнутих лав та
- фронтального зіткнення кораблів, таранного удару, а пізніше (V—IV ст. до н. е.) і абордажу.

До XVI століття тактика військово-морських сил, незважаючи на появу вітрильних судів і озброєння їх артилерією, мало відрізнялася від тактики гребного флоту. У XVII столітті було завершено перехід від гребного флоту до вітрильного, такого, що володів більшою швидкістю ходу і дальністю плавання.
Глибокі зміни в морській тактиці викликав розвиток корабельної артилерії та використання її в морських битвах під час англо-голландських воєн 2-ї половини XVII століття як головної зброї. Тоді було встановлено класифікацію кораблів, які стали об'єднуватися в ескадри. Основу ударної потужності флотів становили лінійні кораблі. Прагнення максимально використовувати в морських битвах вогонь артилерії привело до розвитку лінійної тактики, яка в XVII—XVIII століттях панувала у всіх флотах. Головним її вмістом було ведення артилерійського бою ескадрами кораблів, які маневрували в лінії баталії (колонні кільватера) на контркурсах або на паралельних курсах. До середини XVIII століття через збільшення дальності стрільби, забійної та руйнівної сили ядра, виникла суперечність між можливостями корабельної артилерії і тактичною формою її використання  — шаблонною лінійною тактикою.
На початку XIX століття вперше в практиці морського бою здійснюється поступовий перехід від шаблонів лінійної тактики та формування основи нових способів бойового використання парусного флоту — маневреної тактики. Її головною особливістю стало зближення сторін на дистанцію ефективного артилерійського вогню, створення переваги в силах або вогневій потужності проти частини сил противника, що досягалося охопленням голови колони його лінійних кораблів або розчленовуванням їхнього бойового порядку, оточенням і розгромом частини сил ворожого флоту, включаючи флагманський корабель.
Із переходом від вітрильного до парового флоту в 2-й половині XIX століття головні сили флотів стали становити крупні артилерійські кораблі-броненосці і броненосні крейсери. Основою тактики військово-морських сил став морський бій ескадр, що включали надводні кораблі різних класів. Як правило, бій у морі складався з трьох етапів:
- розвідки противника (крейсерами) і розгортання в бойовий порядок своїх броненосних сил;
- артилерійського бою головних сил;
- розвитку успіху міноносцями або забезпечення ними відходу (в разі невдачі).

Для охоплення голови ворожої ескадри зазвичай виокремлювався загін швидкохідних броненосних крейсерів. Сформувалася також тактика міноносців, мінних загороджувальників.
Розвиток тактики ВМС у Першу світову війну пов'язаний із глибокими змінами характеру морського бою, зумовленими застосуванням у ньому різних нових засобів боротьби, різким збільшенням чисельності кораблів і появою основної форми бойової діяльності ВМФ  — операції. Поряд із боями крупних угрупувань надводних сил флоту великого поширення набули одиночні дії підводних човнів, протичовнових сил, сформувалися основи тактики різнорідних сил флотів.

## Зовнішні джерела
- ТАКТИКА[недоступне посилання з червня 2019]
- Тактика Сухопутных Войск Советской Армии [Архівовано 4 квітня 2008 у Wayback Machine.]
- ТАКТИЧЕСКИЕ КАРТИ [Архівовано 16 квітня 2008 у Wayback Machine.]
- Тактика [Архівовано 29 квітня 2008 у Wayback Machine.]
- ВОЕННОЕ ИСКУССТВО И ЕГО СОСТАВЛЯЮЩИЕ
- Тактика в БСЭ [Архівовано 15 листопада 2010 у Wayback Machine.]
- Крістофер Е. Ларсен, Тактика легкої піхоти для малих підрозділів [Архівовано 24 червня 2016 у Wayback Machine.]